# Girasole
Girasole (en sardo: Jelisuli) es un municipio de Italia de 1.146 habitantes en la provincia de Nuoro, región de Cerdeña.

## Evolución demográfica
| Gráfica de evolución demográfica de Girasole entre 1861 y 2001 |
|                                                                |
| Fuente ISTAT - Elaboración gráfica de Wikipedia                |